# Porsche Panamera
Porsche Panamera — пятидверный спортивный фастбэк класса Гран Туризмо с переднемоторной компоновкой и полным или задним приводом.
Выпуск и продажи автомобиля начались в 2009 году. Автомобиль получил имя Panamera благодаря удачным выступлениям Porsche в гонке Каррера Панамерикана, проходившей в 50-х годах XX века. По состоянию на сентябрь 2010 года, было продано свыше 25 000 автомобилей. Летом 2013 года Panamera пережила модернизацию, освежились ходовые и задние огни, появились улучшения в салоне.

## Технические характеристики

### Двигатель
Porsche Panamera оснащается новым двигателем. Однако, для того, чтобы разместить эти двигатели под более низким капотом инженерам из Porsche пришлось «сплющить» поддоны картера, а на полноприводных версиях ещё и пропустить приводной вал левого переднего колеса через блок цилиндров. Так же модификации подвергся кривошипно-шатунный механизм. Было снижено трение и уменьшена масса вращающихся деталей на 16,5 % (9,5 кг). Рабочая температура моторов стала выше, что позволило увеличить КПД двигателей. Однако увеличение эффективности двигателей было конвертировано не в мощность, а в экономию расхода топлива. В режиме Sport Plus в глушителях открываются заслонки снижающие противодавление, что приводит к увеличению мощности.

### Кузов

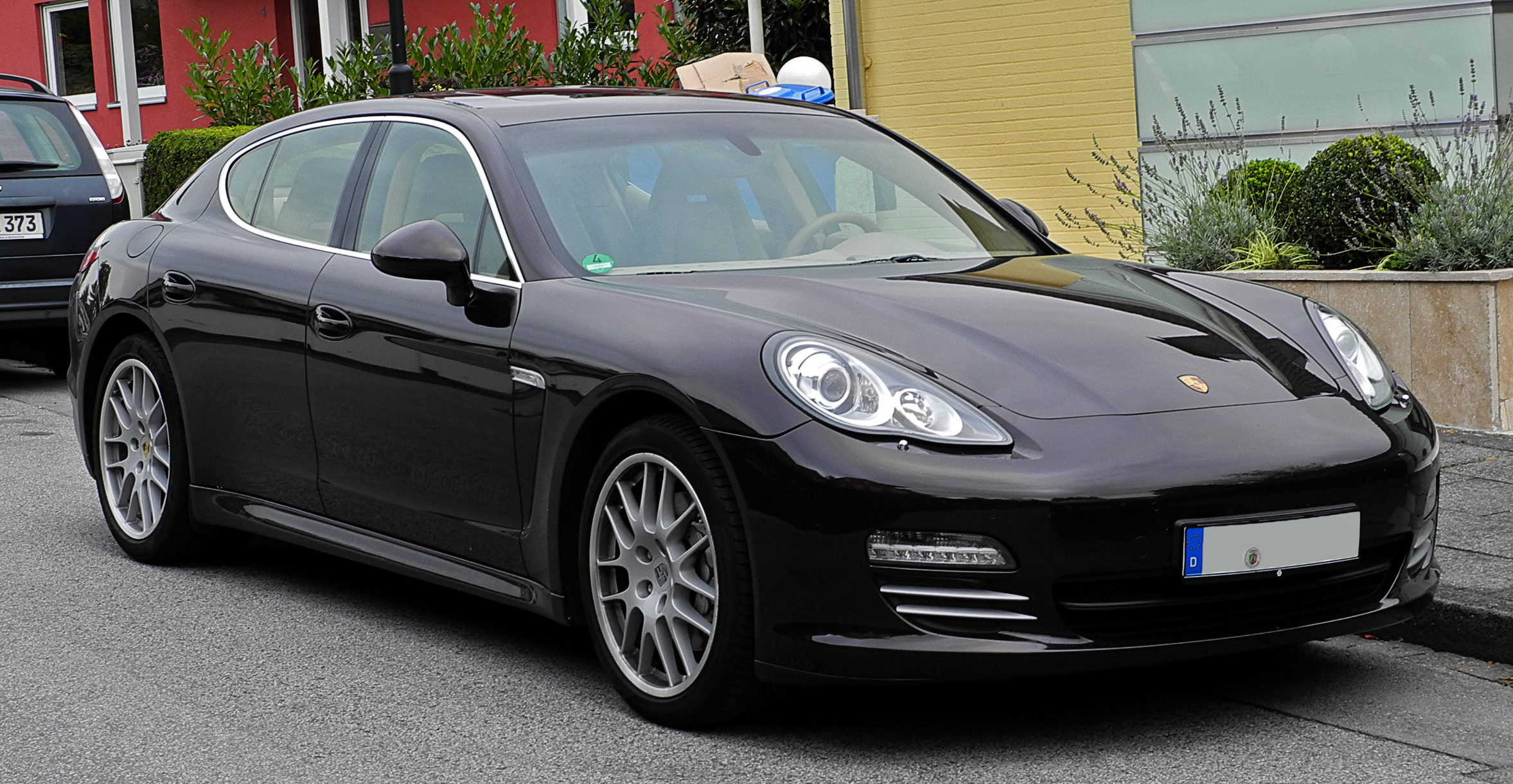
Porsche Panamera

Плоское днище и покатая крыша обеспечивают версии Panamera S коэффициент лобового сопротивления 0,29. Для машин с турбонаддувом и интеркулерами в переднем бампере Cx чуть хуже — 0,3. Сзади устанавливается подъемно-раздвижной спойлер, который при скорости в 250 км/ч создает дополнительное прижимное усилие в 650 ньютонов.
Большая часть силовой «клетки» кузова сварена из стали горячей формовки, упрочненной или сверхпрочной. Передние лонжероны алюминиевые, к стальным деталям они крепятся заклепками через прокладки, препятствующие электрохимической коррозии. Из алюминия выполнены и все навесные детали. Рамки радиатора и дверей отлиты из магниевого сплава и в случае аварии ремонту не подлежат.

### Суммарная экономия топлива
| PDK                                                      | 0,8 л/100 км |              |              |              |              | 3,2 л/100 км |
| Снижение аэродинамического и механического сопротивления |              | 0,7 л/100 км |              |              |              | 3,2 л/100 км |
| Оптимизация работы двигателя и трансмиссии               |              |              | 0,7 л/100 км |              |              | 3,2 л/100 км |
| Система Start/Stop                                       |              |              |              | 0,6 л/100 км |              | 3,2 л/100 км |
| Снижение механических и гидравлических потерь            |              |              |              |              | 0,4 л/100 км | 3,2 л/100 км |

## Версии модели
| Porsche Panamera:         | Panamera S                                                          | Panamera 4S                                                         | Panamera Turbo                                                      |
| ------------------------- | ------------------------------------------------------------------- | ------------------------------------------------------------------- | ------------------------------------------------------------------- |
| Тормоза:                  | Спереди и сзади вентилируемые диски, АБС                            | Спереди и сзади вентилируемые диски, АБС                            | Спереди и сзади вентилируемые диски, АБС                            |
| Передняя подвеска:        | Алюминиевая двухрычажная                                            | Алюминиевая двухрычажная                                            | Алюминиевая двухрычажная                                            |
| Задняя подвеска:          | Алюминиевая многорычажная                                           | Алюминиевая многорычажная                                           | Алюминиевая многорычажная                                           |
| Кузов:                    | Облегченный кузов смешанной конструкции из стали, алюминия и магния | Облегченный кузов смешанной конструкции из стали, алюминия и магния | Облегченный кузов смешанной конструкции из стали, алюминия и магния |
| Шины/Колеса передней оси: | 245/50 ZR18                                                         | 245/50 ZR18                                                         | 255/45 ZR19                                                         |
| Шины/Колеса задней оси:   | 275/45 ZR18                                                         | 275/45 ZR18                                                         | 285/40 ZR19                                                         |
| Базовая цена;             | 94.575 €                                                            | 102.251 €                                                           | 141.390 €                                                           |

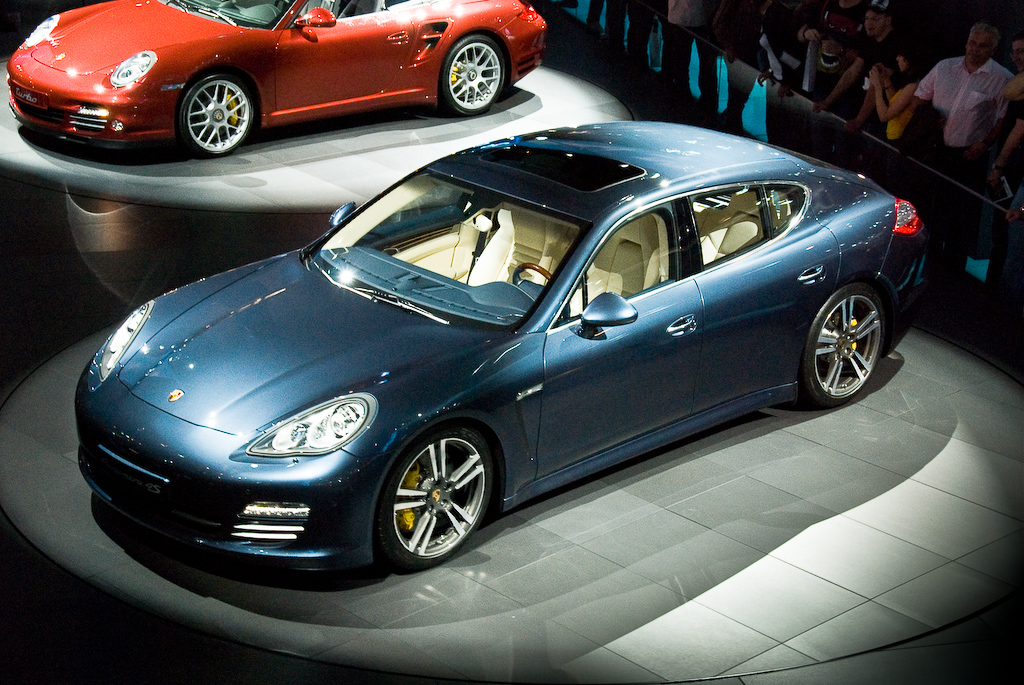
Porsche Panamera
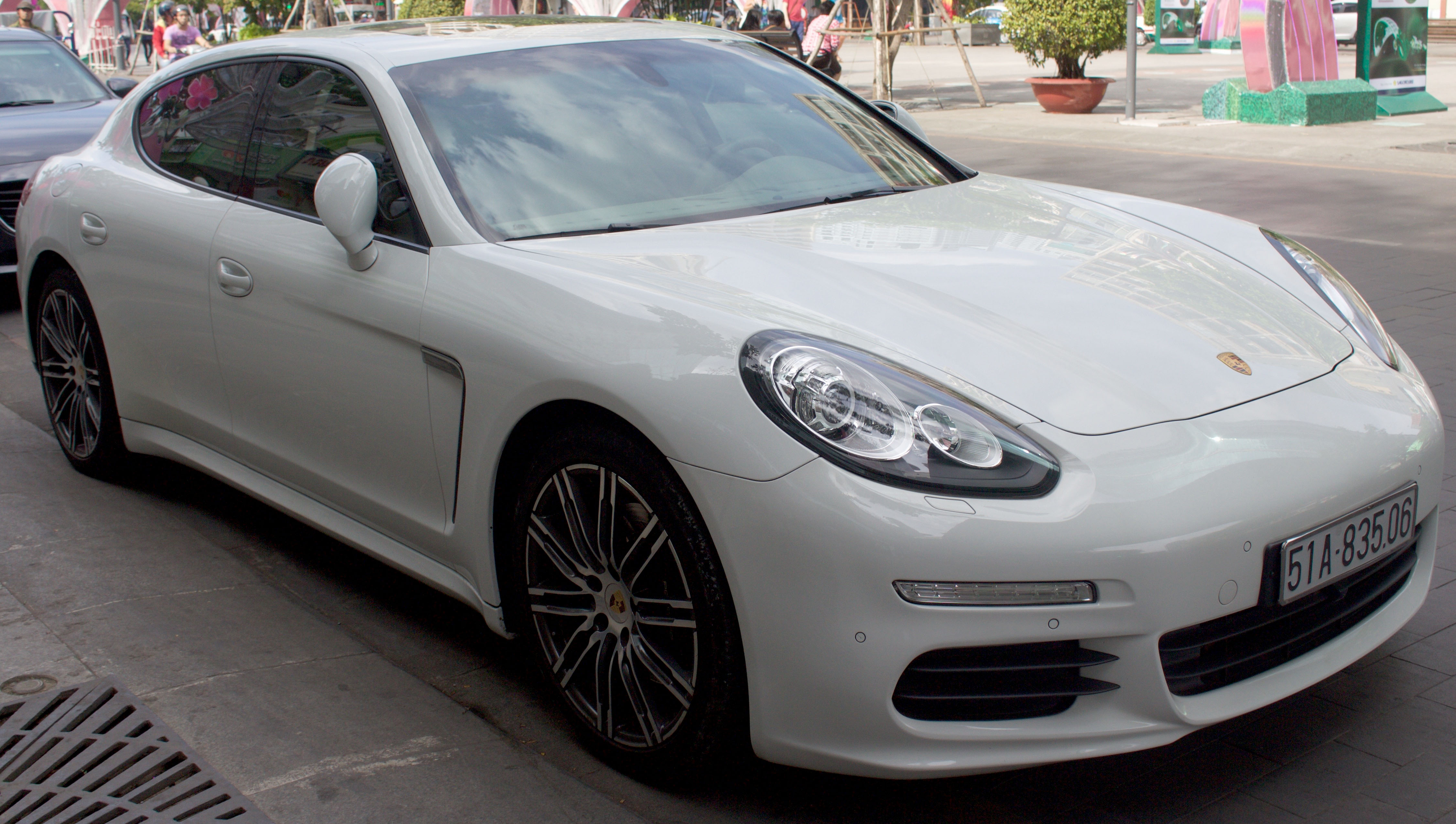
Facelift
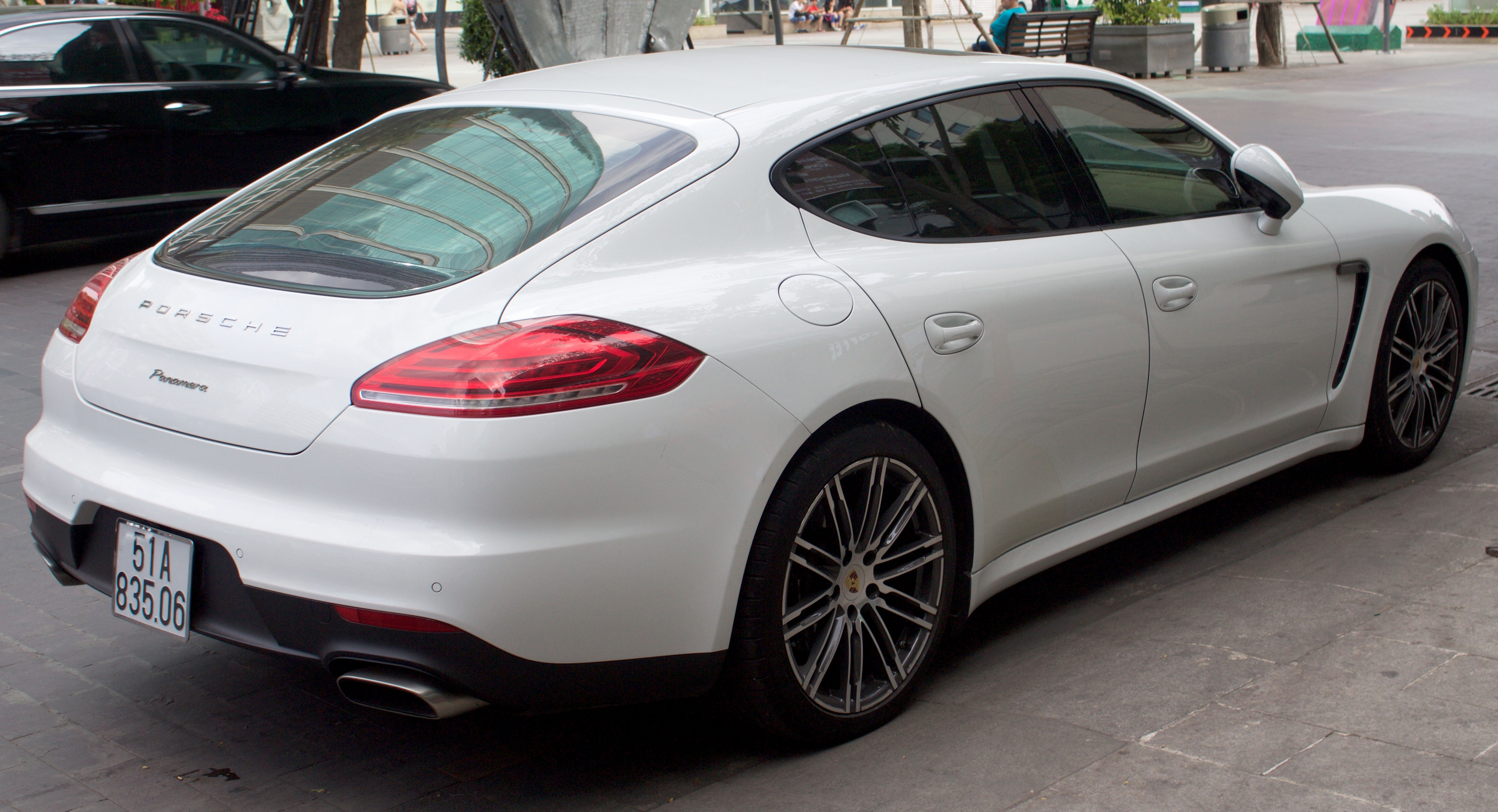
Facelift

## В России
Продажи этой модели в России начались в сентябре 2009 года. Базовая версия Panamera предлагалась за 4 297 000 руб. вкл. НДС, Panamera S — 5 069 000 руб. вкл. НДС, полноприводная Panamera 4S стоила 5 354 000 руб. вкл. НДС, Panamera Turbo —  8 738 000 руб. вкл. НДС

## Галерея

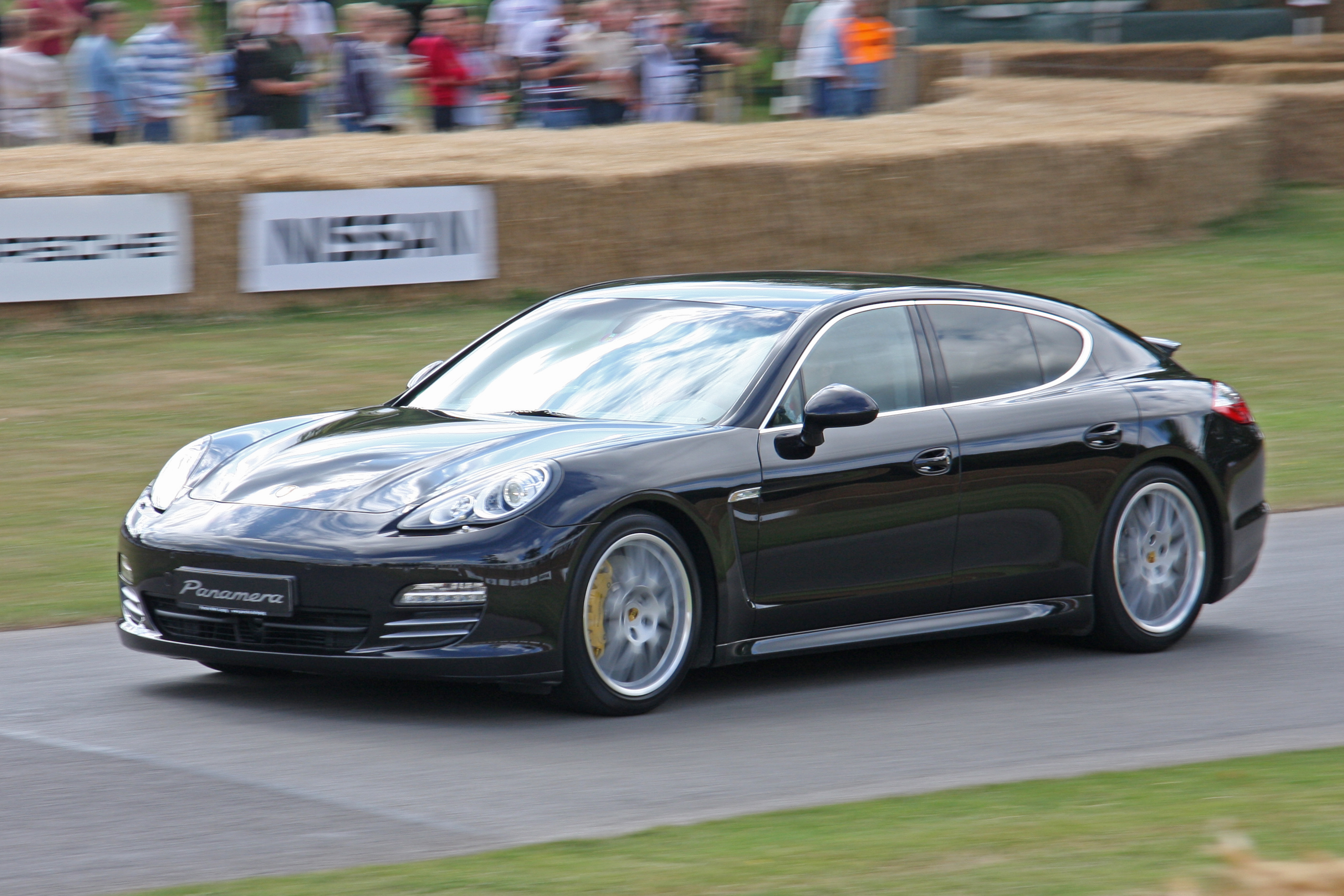
Porsche Panamera 4S
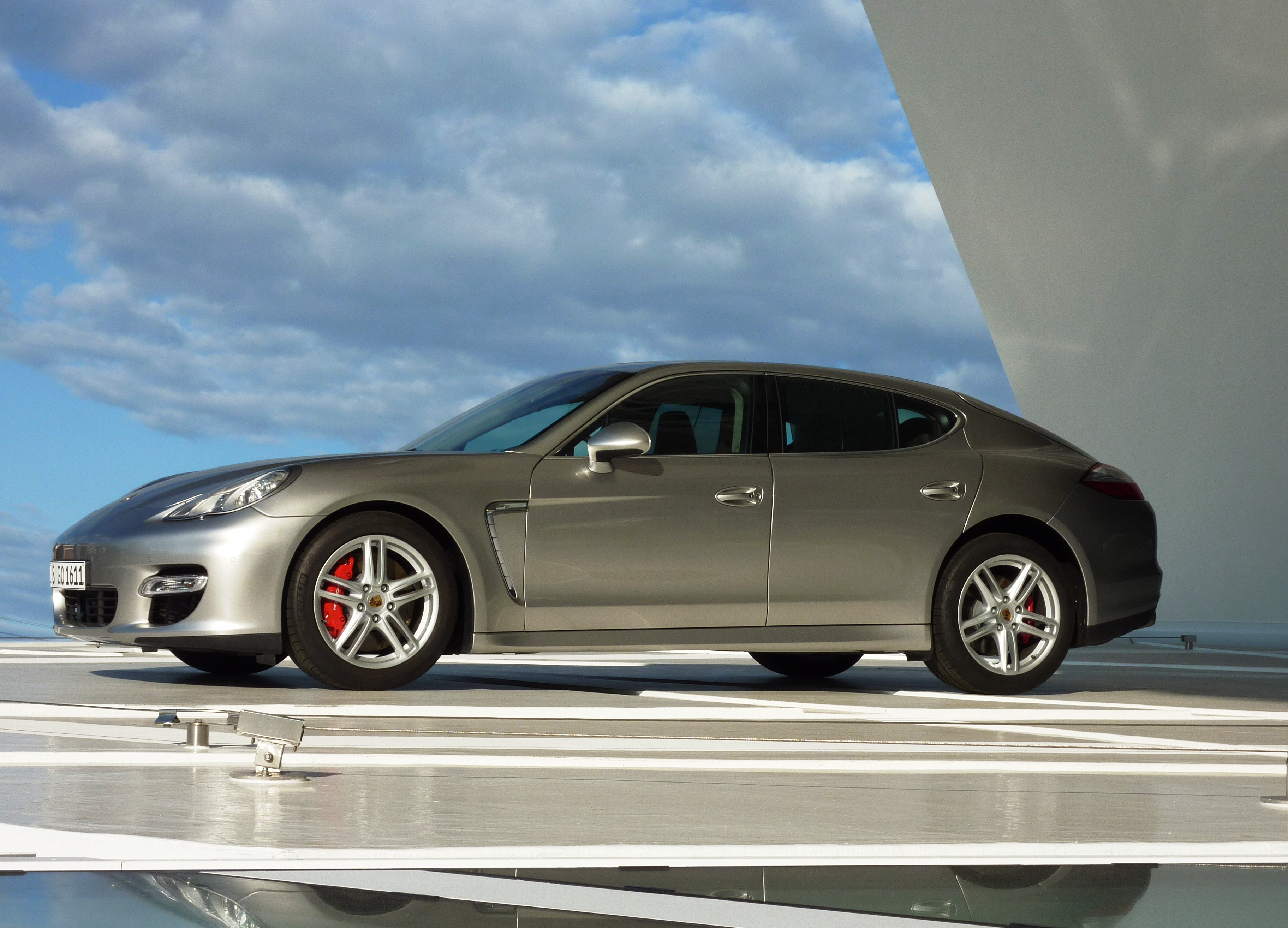
Porsche Panamera около музея Porsche в Штутгарте
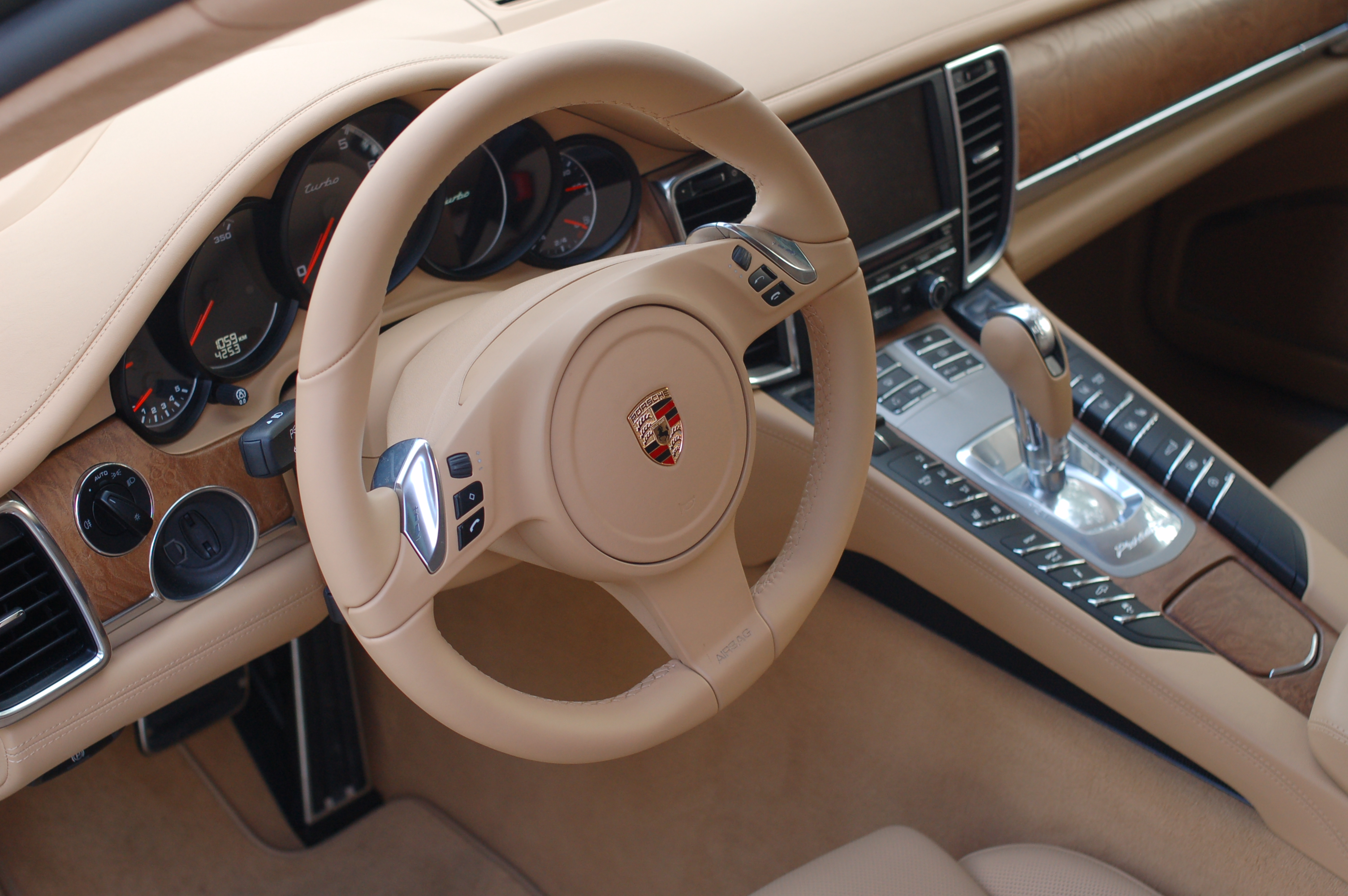
Водительское место
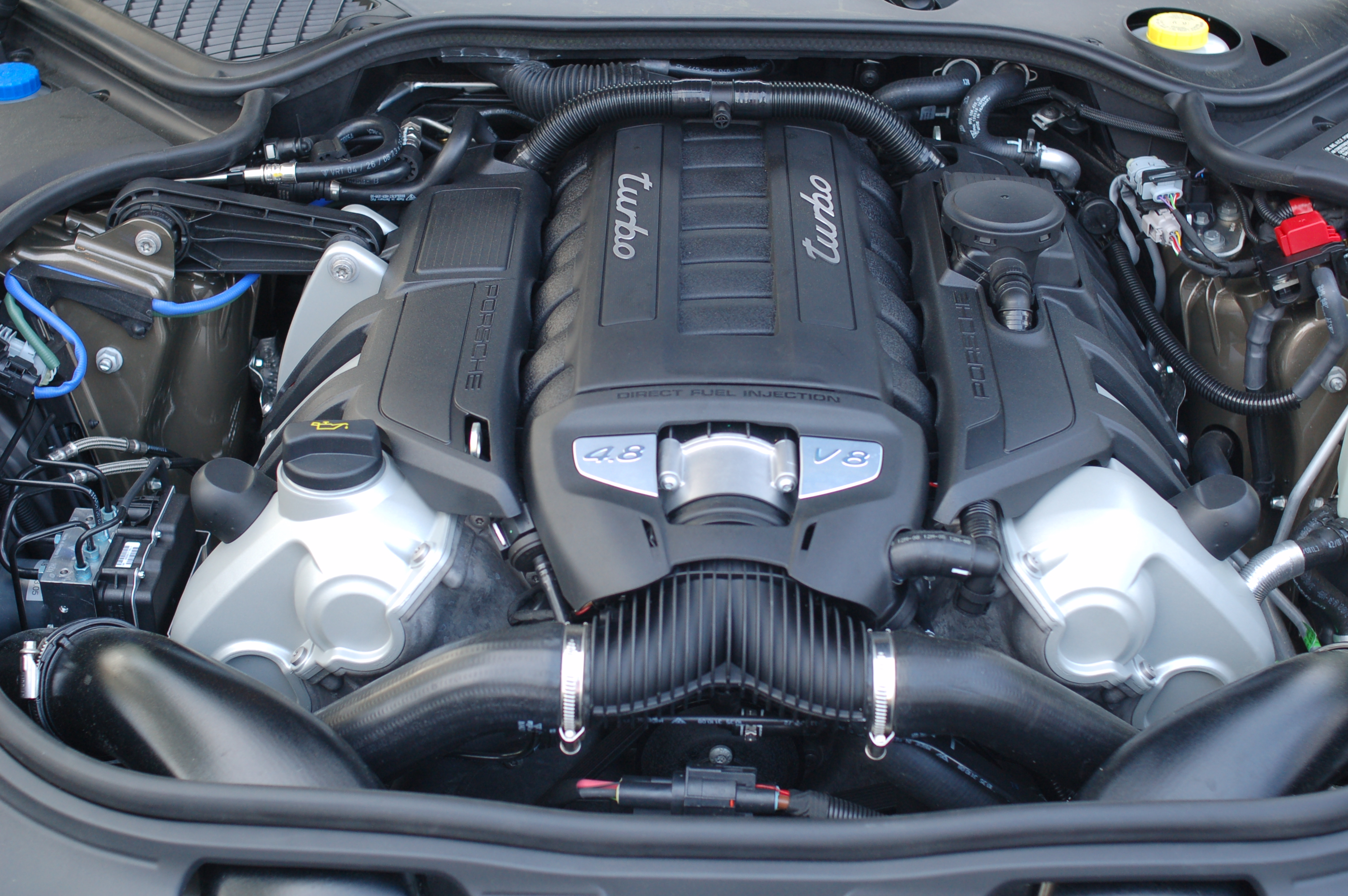
Двигатель
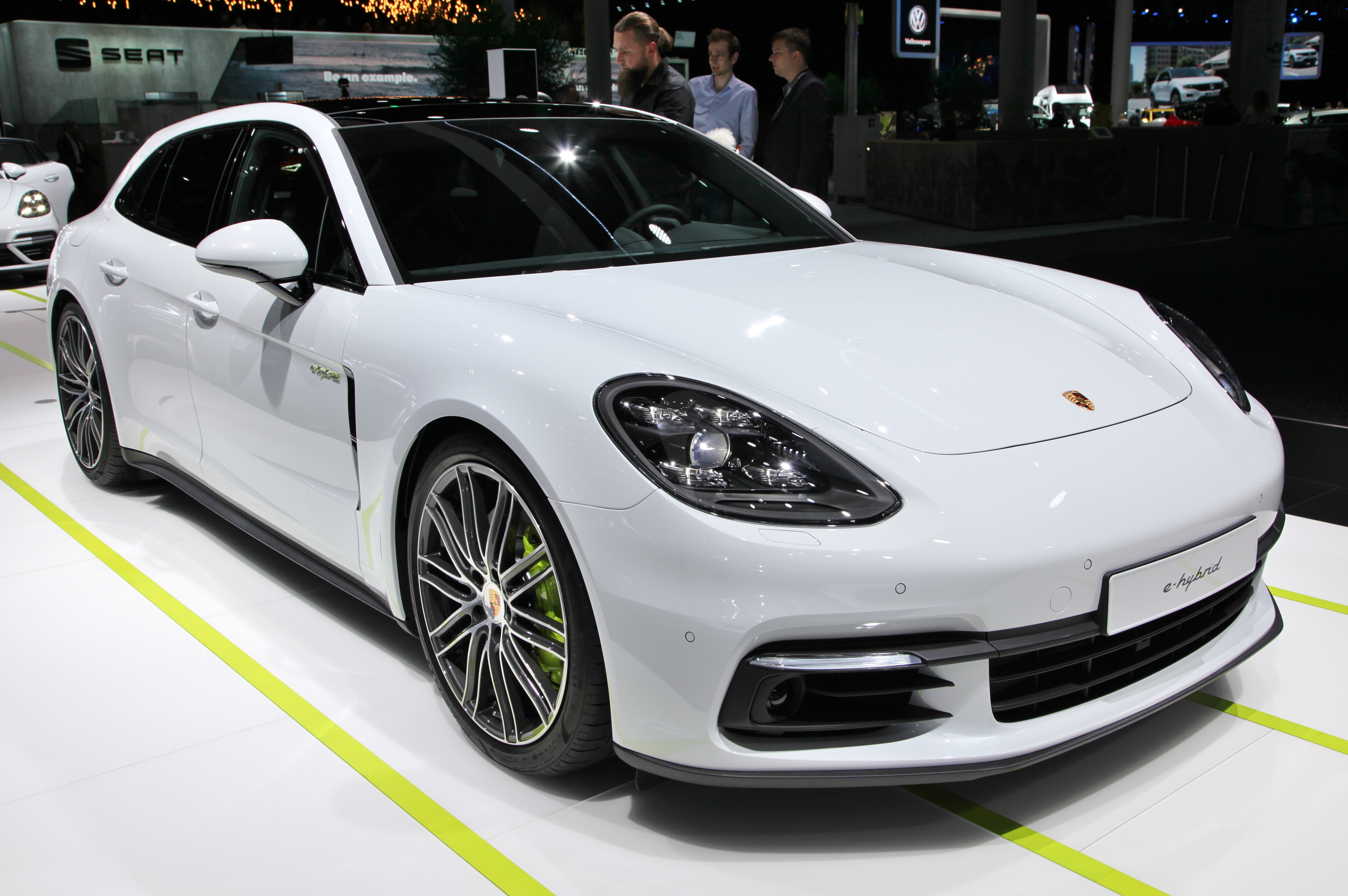
Panamera 4 E-Hybrid Sport Turismo

## Второе поколение
Компания Porsche анонсировала появление модели Panamera нового поколения. Премьера состоялась 28 июня 2016 года.

## Награды
Лучший автомобиль 2023 года в классе "Грантуреры". Россия

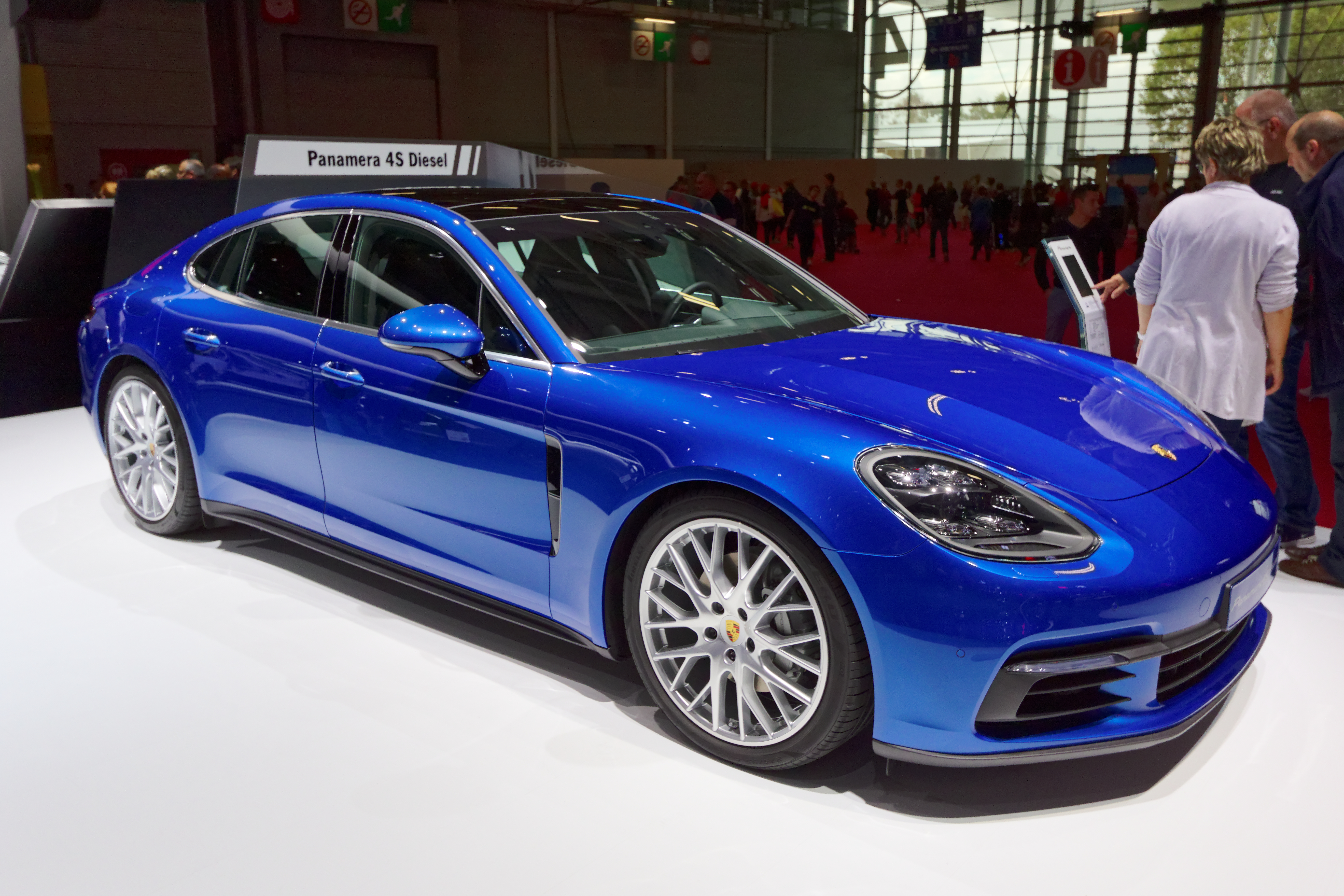
Panamera
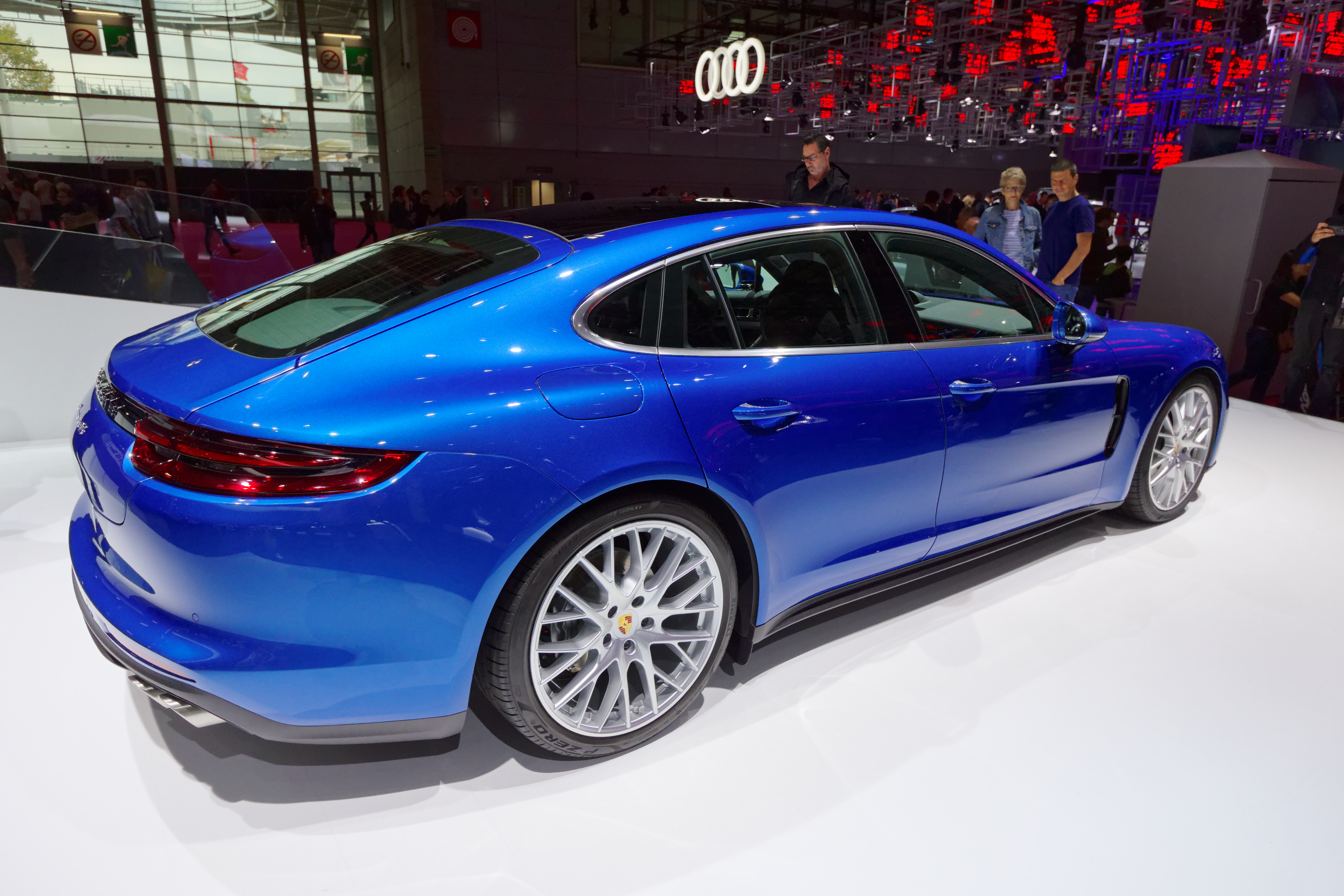
Panamera
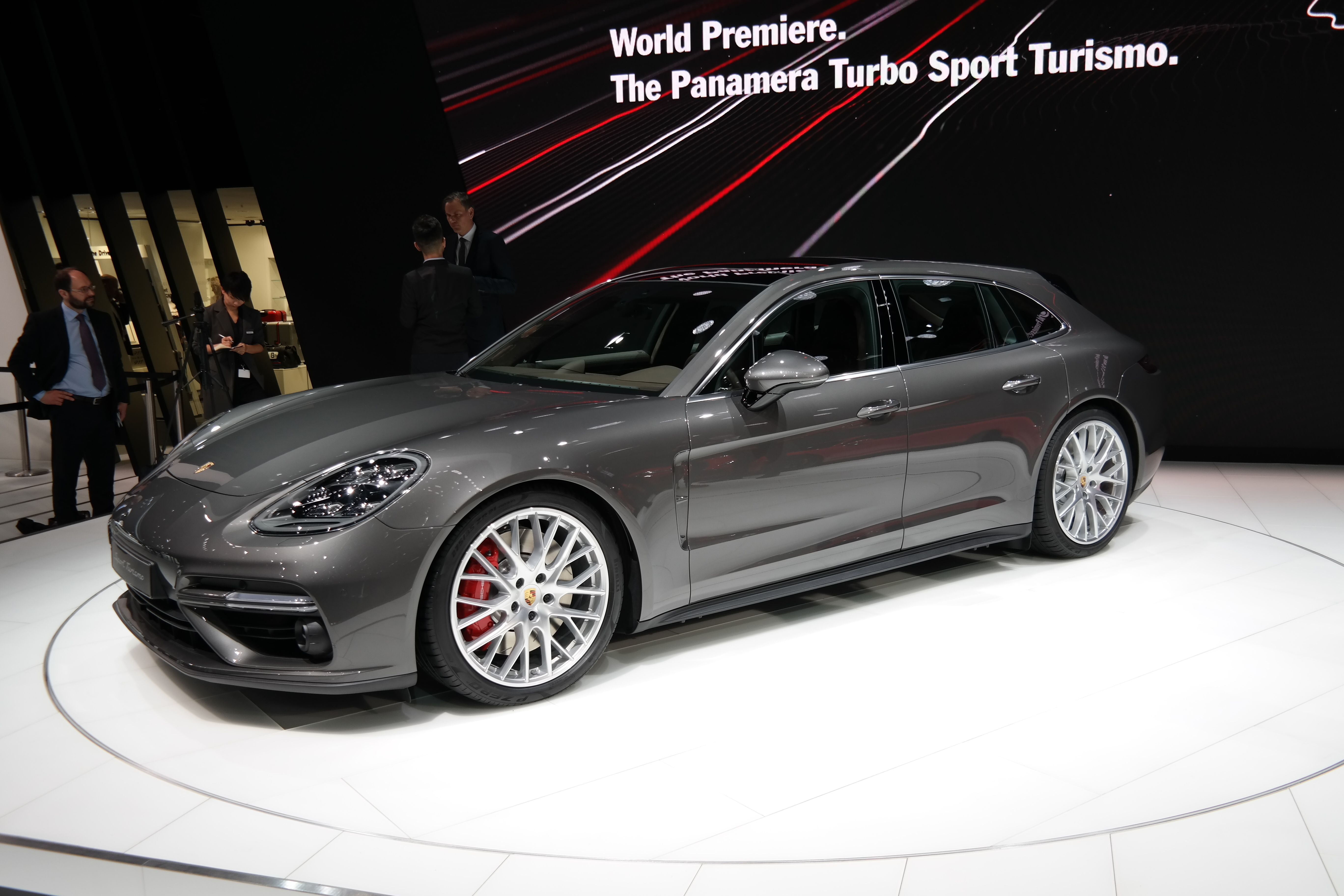
Panamera Sport Turismo
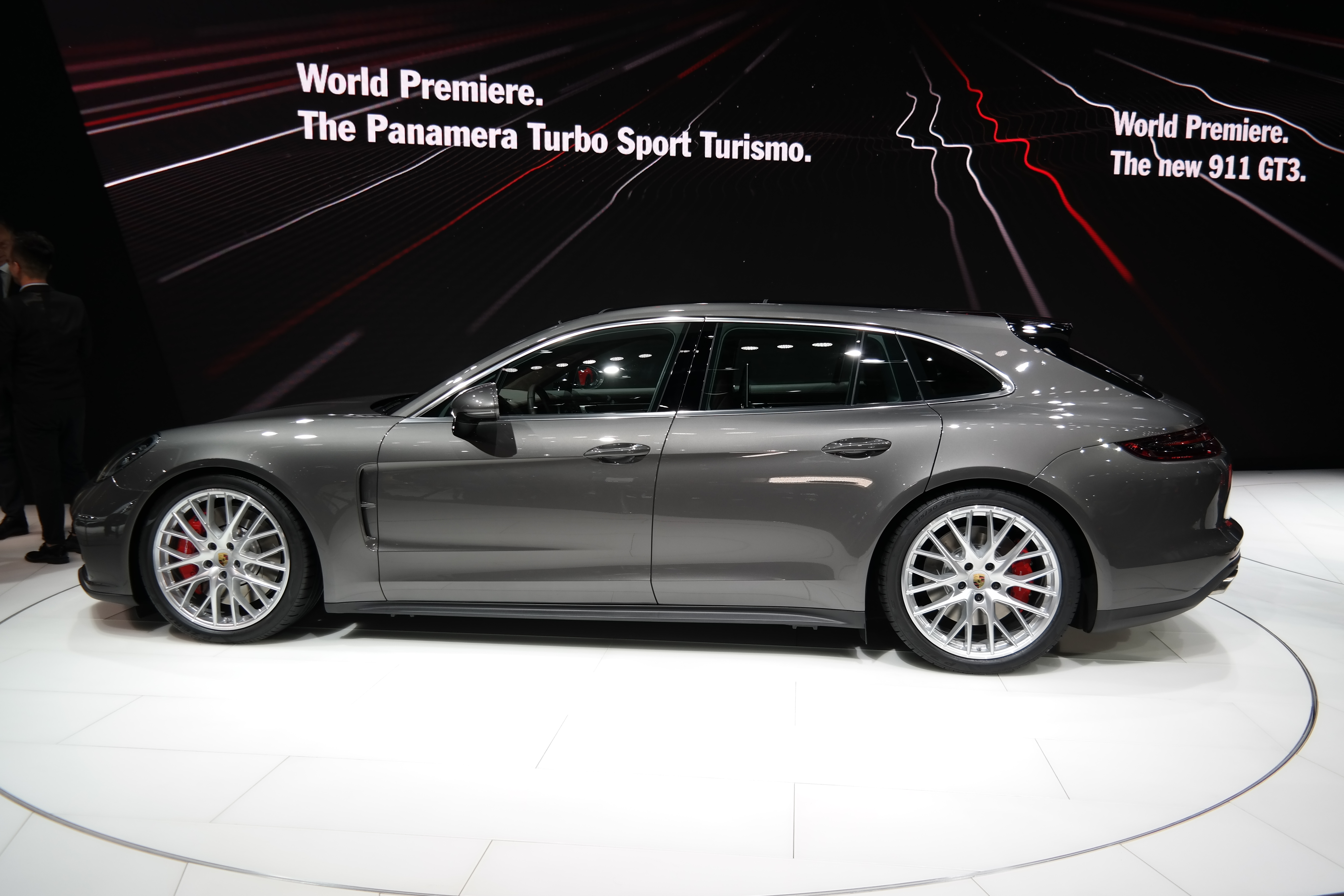
Panamera Sport Turismo

## Видеообзоры
Porsche Panamera — КЛАССНЫЙ, но БЕССМЫСЛЕННЫЙ? Асафьев Стас
Porsche Panamera. Тест-драйв. Anton Avtoman.
Тест-Драйв от Давидыча Porsche Panamera Turbo S(ver.2011) smotraTV
Porsche Panamera лучший фастбэк. Игорь Маркелов